# Chery B13
Chery B13 авто китайської компанії Chery Automobile класу MPV.
Дебютував на Автошоу в Пекіні у 2006 році.

## Технічні характеристики
| Характеристика | Показник |
| Довжина        | 5055 мм  |
| Висота         | 1850 мм  |
| Ширина         | 1820 мм  |
| База           | 3000 мм  |